# دييجو جاما
دييجو جاما (بالإسبانية: Diego Gama)‏ (14 يناير 1996 بتولوكا في المكسيك - ) هو لاعب كرة قدم مكسيكي في مركز الهجوم. شارك مع منتخب المكسيك تحت 20 سنة لكرة القدم. أما مع النوادي، فقد لعب مع نادي تولوكا.

## روابط خارجية
- دييجو جاما على موقع قاعدة بيانات كرة القدم.إي يو (الإنجليزية)
- دييجو جاما على موقع Soccerway.com (الإنجليزية)
- دييجو جاما على موقع عالم كرة القدم.نت (الإنجليزية)
- دييجو جاما على موقع AS.com (الإسبانية)